# Capra pyrenaica pyrenaica

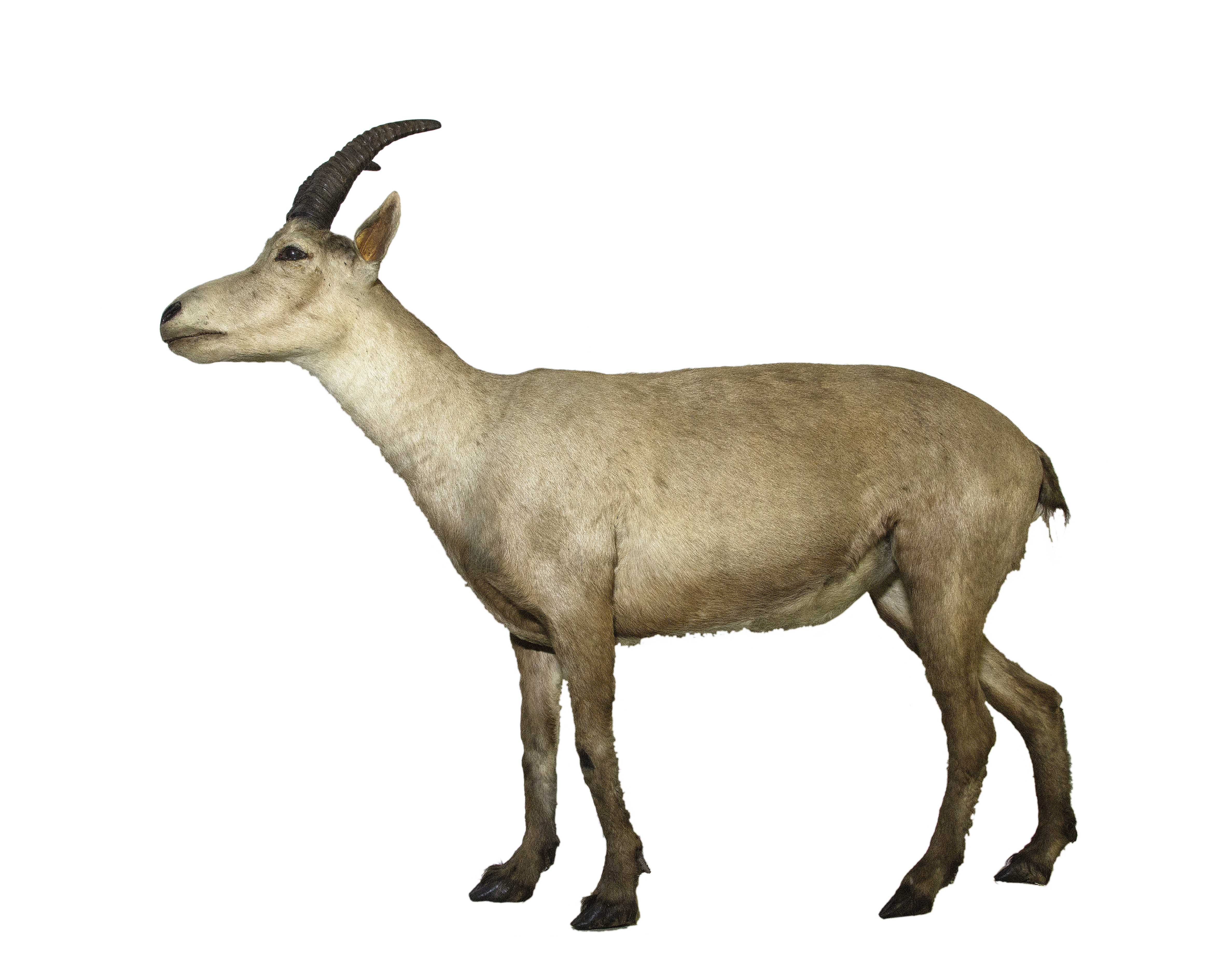
Capra pyrenaica pyrenaica

Capra pyrenaica pyrenaica (koziorożec pirenejski) – wymarły podgatunek koziorożca pirenejskiego, ssaka z rodziny wołowatych. C. p. pyrenaica występował w Hiszpanii, Portugalii, Francji i Andorze. Podgatunek ten był poddawany klonowaniu. 30 lipca 2003 roku narodził się klon ostatniej samicy, Celii. Był to prawdopodobnie pierwszy przypadek przywrócenia do życia wymarłego zwierzęcia. Nowo narodzone zwierzę zmarło jednak tego samego dnia w konsekwencji defektu płuc.